# 大碇紋太郎
大碇 紋太郎（おおいかり もんたろう、1869年4月3日〈明治2年2月22日〉 - 1930年〈昭和5年〉1月27日）は、大相撲の大関。身長170cm、体重105kg。最高位は横綱（五条家免許）。

## 来歴
出生地は尾張国知多郡（現在の愛知県半田市乙川殿町）出身。生年月日は1869年（明治2年）2月22日説と1871年（明治4年）3月20日説があり、苗字も「吉田」と「竹内」の2説あったが、大碇の生年月日は1869年（明治2年）2月22日で苗字は「竹内」であることが外国旅券下付表や除籍謄本などで確認された。その後、「吉田嘉平」に一旦、養子縁組し、1871年（明治4年）3月20日に愛知県知多郡南知多町内海の「日比長三郎」の養嗣子となり同家に入籍した。
1884年（明治17年）、山分萬吉の山分部屋に入門、大相撲力士となってゆく。
1885年（明治18年）5月の番付で序ノ口に記載される。1893年（明治26年）1月新入幕。その後負け越すことなく、1894年（明治27年）5月に小結で7勝1敗1預、1895年（明治28年）1月に関脇で7勝2敗、大関になった。ところが大関2場所はいずれも勝ち越しているのに、1896年（明治29年）5月場所で降格となってしまった。これは番付が場所ごとに編成される状態で、直前場所を皆勤で勝ち越しながら大関から陥落した最後の例となっている。怒った大碇はその1896年（明治29年）5月場所の番付に張出関脇としてその名を残しながら脱走して京都相撲に加入、大関として迎え入れられる。1898年（明治31年）1月には雷親方の世話により前頭筆頭格番付外で帰参するが大負けして再度脱走した。
その後は京都の大関として活躍、1899年（明治32年）4月には五条家から横綱免許を授与された。1910年（明治43年）2月にある英国人に誘われ海外公演の開催が決定すると大碇は横綱としてその先頭に立ち土俵入りも披露、その後も海外巡業を続けたが大半は帰国しており横綱大碇の帰りを待っていた。ある時帰って来るとの噂が流れると、京都はそれを信用して番付も発表したが結局帰ってくることはなく、大碇は南米での巡業を続けていた。昭和初期にベネズエラから知人に連絡したそうだが、それを最後に消息を絶ち、最期については知られていないといわれてきた。
しかし、2022年になって東海相撲史談會（東海地方の相撲史を研究している団体）のメンバーが1930年2月13日発行のブラジル在住日本人向けの新聞「日伯新聞」「伯剌西爾時報」に大碇の死亡広告が掲載されていることを発見した。広告は本名の日比紋太郎（旧横綱大鳳）名で掲載され、友人総代として数名の日本人名と共に1月27日に亡くなったとある。病気の処薬石効なくとあり病気療養の末亡くなったと推測される。60歳没。

## その他
同郷のノンフィクション作家の西まさるが、マルクス経済学者の河上肇の自叙伝で大碇と思われる老人を見たという内容が書かれていた事を発見した。河上によると当時、治安維持法違反で実刑判決を受け、1933年（昭和8年）、収容先の東京・小菅刑務所（現在は廃止。跡地に東京拘置所が建つ。）で大碇に出会ったという。以前から知られていた1913年（大正2年）に消息を絶ってから約20年が経っていた。その証拠に河上はその老人が元力士らしき体格もきちんと記録していた。その後、老人は1936年（昭和11年）に獄中死するが河上はその最期を見送った。
ある時名古屋相撲との合併興行で名古屋大関の常陸山との割が組まれたのを知ると、「何が名古屋の大関じゃ、儂が東京で大関やってた頃あいつは同じ東京で三段目じゃないか」と対戦を断わった。これを聞いた常陸山は強くなって見返そうと考え、それ以後大坂で稽古に励んだ。1899年（明治32年）に再度割が組まれた時は流石に大碇も断れず、周囲からは引分にしないかと言われた。しかし引分嫌いの常陸山がこれを断り大碇を投げ飛ばした。その後常陸山は「大碇関のあの発言があるから強くなろうと思いました、もしそれがなければ今でも名古屋大関に満足していたに違いありません」と発言、大碇は自己の不明を詫びたという。
その風貌から「おかめ」の異名が付いていた。

## 主な成績
東京相撲のみ示す。
- 通算成績 - 69勝48敗16休5分5預（24場所）[11]
- 幕内成績 - 42勝25敗16休3分4預（9場所）
- 大関成績 - 9勝4敗6休1分（2場所）

### 場所別成績
- 東京相撲のみ示す。

| 1885年 （明治18年） | x                                 | 東序ノ口53枚目 –            |
| 1886年 （明治19年） | 西序二段53枚目 –                  | 東序二段6枚目 –             |
| 1887年 （明治20年） | 西三段目40枚目 –                  | 西三段目2枚目 –             |
| 1888年 （明治21年） | 西幕下53枚目 –                    | 西幕下26枚目 –              |
| 1889年 （明治22年） | 西幕下19枚目 1–0 1分 （対十両戦） | 西十両8枚目 4–4             |
| 1890年 （明治23年） | 西十両7枚目 3–4 1分               | 東幕下筆頭 0–2 （対十両戦） |
| 1891年 （明治24年） | 西十両5枚目 2–5 1分               | 西十両8枚目 6–3 1預         |
| 1892年 （明治25年） | 西十両2枚目 6–4                   | 東十両3枚目 6–3             |
| 1893年 （明治26年） | 東前頭10枚目 4–2–2 2預            | 東前頭7枚目 7–2–1           |
| 1894年 （明治27年） | 西前頭2枚目 5–2–2 1預             | 西小結 7–0–1 1分1預         |
| 1895年 （明治28年） | 西関脇 7–2–1                      | 西大関 4–1–4 1分            |
| 1896年 （明治29年） | 西張出大関 5–3–2                  | 西張出関脇 2–6–1 1分        |
| 1897年 （明治30年） | (京都相撲)                        | (京都相撲)                  |
| 1898年 （明治31年） | 東前頭筆頭 引退 1–7–2             | x                           |
| 各欄の数字は、「勝ち-負け-休場」を示す。 優勝 引退 休場 十両 幕下 三賞：敢=敢闘賞、殊=殊勲賞、技=技能賞 その他：★=金星 番付階級：幕内 - 十両 - 幕下 - 三段目 - 序二段 - 序ノ口 幕内序列：横綱 - 大関 - 関脇 - 小結 - 前頭（「#数字」は各位内の序列） |                                   |                             |

- この時代は、幕内力士は千秋楽（10日目）には取組が組まれず、出場しないのが常態であったので、各場所の1休はそれに該当するものであり、実質的には9日間で皆勤である。
- 幕下以下の地位は小島貞二コレクションの番付実物画像による。また当時の幕下以下の星取・勝敗数等に関する記録については2024年現在相撲レファレンス等のデータベースに登録がなく、特に序二段や序ノ口などについては記録がほとんど現存していないと思われるため、幕下以下の勝敗数等は暫定的に対十両戦の分のみを示す。